# Rhadinella lachrymans
Espèce
Synonymes
- Lygophis lachrymans Cope, 1870
- Rhadinaea lachrymans (Cope, 1870)

Statut de conservation UICN

 LC  : Préoccupation mineure
Rhadinella lachrymans  est une espèce de serpents de la famille des Dipsadidae.

## Répartition
Cette espèce se rencontre dans l’État du Chiapas au Mexique, au Guatemala et au Honduras.

## Publication originale
- Cope, 1870 "1869" : Seventh Contribution to the Herpetology of Tropical America. Proceedings of the American Philosophical Society, vol. 11, no 81, p. 147-192 (texte intégral).